# 미국의 아메리카 원주민과 노예제도
이 문서는 미국의 아메리카 원주민과 노예제도에 관한 것으로, 노예로서 부려진 아메리카 원주민에 대한 내용과 더불어, 아메리카 원주민에 의해 부려진 노예 및 노예제도에 대해서도 서술한다. 당대 노예 무역의 범위와 부족간 경계는 현대에 존재하는 국경과 무관하게 존속하고 있었으나, 이 문서에서 서술하는 바는 대개 근대 이후 미국의 노예제와 유사한 범주에서 이루어진다.
아메리카 원주민들은 전통적으로 전쟁 포로들을 노예로 부리는 관습을 가지고 있었고, 이는 유럽인들의 식민지 건설이 이루어진 후에도 지속되었다. 또한 원주민들은 유럽인에 의해 노예로 팔리거나 이용되기도 했으나, 일부 원주민 부족들은, 18세기 후반에서 19세기에 걸쳐 백인 문화를 받아들이면서 그들과 마찬가지로 흑인 노예들을 사유재산으로서 부리기도 했다.
원주민들이 서구적 의미의 노예제를 처음 접하게 된 것은 유럽인들이 북아메리카에 정착하기 시작한 시기부터이다. 유럽인들의 영향을 받아, 원주민들의 노예제는 크게 바뀌어갔다. 노예를 얻는 목적이 자신들을 위해 봉사하는 것에서 유럽인들에게 팔 상품으로서의 노예를 획득하기 위한 것으로 바뀌기 시작하면서, 그들은 다른 부족을 상대로, 그리고 유럽인들을 상대로 과거에 비해 훨씬 파괴적이고 잦은 전쟁에 뛰어들게 된다.

## 아메리카 원주민의 노예제 전통
많은 수의 원주민 부족들은 유럽인들의 도래 이전에도 일종의 노예제를 운영하고 있었다. 그러나 이들의 노예제는 유럽인들처럼 대규모로 이루어지지는 않고 있었다. 이들은 타 부족과의 전쟁을 통해 얻은 포로들을 노예로서 부리는 관습이 있었고, 일부는 종교적 제물로서 희생되기도 했다. 또한 알려지지 않은 바에 따르면, 노예를 부리는 측은 노예들을 선천적으로 열등한 종족으로 간주하고 있었다. 이들은 식민지 시대 이전에는 노예를 판매하거나 구매하지는 않았으나, 다른 부족들과의 교류 과정에서 일종의 평화적 의미로서, 혹은 잡혀간 부족원들을 돌려받기 위한 수단으로서 교환하기도 했다. 이렇게 생겨난 원주민들의 노예들은 부족원들과 함께 생활하게 되었으며 차츰 부족의 일원으로 동화되었다. 이러한 이들의 풍습을 볼 때, 서구적, 그리고 현대적인 의미로서의 "노예"는 이들의 전통적인 노예상과 완전히 부합하지는 않는 것으로 보인다.
많은 사례에 따르면, 원주민 부족들은 붙잡은 포로들을 전쟁을 통해 소모된 인력을 충당하기 위해 사용하였다. 그러나 이들은 대체 인력으로 온전히 사용되기보다는, 오히려 전사한 인원들을 기리기 위한 의식에 사용하기 위해 신체 훼손, 고문을 당하거나, 심지어 살해되기도 했다. 어떤 원주민들은 포로들의 발을 잘라 도망가지 못하게 막기도 했다. 그 외에, 크리족과 같은 모계 사회의 경우 남성 포로들은 전사한 인원의 아내와 혼인하기도 했다. 이들의 풍습에 따르면, 노예와의 혼인을 통해 태어난 아이들은 정식 부족원으로 인정받았다. 이 경우, 아이들은 대개의 경우 노예로서 취급되지 않았으며, 일반적으로 여성과 아이들은 입양의 목적으로 이용되는 경우가 많았기 때문에 새로운 사회에 더 쉽게 적응할 수 있었던 것으로 보인다.
이외에, 어떤 부족들은 포로들을 인질로서 활용하기도 했으며, 많은 부족들은 부족 내에서 범죄를 저지른 자를 노예로 만드는 방법으로 벌하기도 했다. 이 경우 그들은 노예로서 충분한 대가를 치렀다고 생각될 경우 정식 부족원으로서의 지위가 복구될 수 있었다. 이러한 노예제를 운용하는 부족들로는 코만치족이나 크리족, 유록족이나 포니, 클라마스족 등이 있었다.

## 같이 보기
- 에이브러햄 링컨
- 남북 전쟁
- 미국 원주민
- 미국의 노예 제도